# Âm thanh lập thể

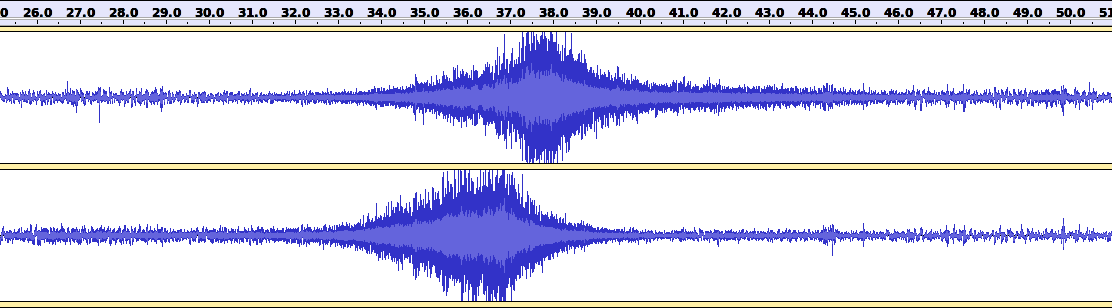
Biểu đồ thu âm khi một chiếc xe ô tô lướt qua

Âm thanh lập thể (tiếng Anh: Stereophonic sound) hay âm lập thể là phương pháp mô phỏng lại âm thanh tạo ra ảo giác giống như tai đang nghe âm đó từ nhiều hướng. Để làm được điều này, người ta thường sử dụng nhiều loa (hay tai nghe) riêng biệt, phát và tạo hiệu ứng âm thanh đa chiều.